# Estadio Palogrande
El estadio Palogrande es un estadio de fútbol localizado en Manizales, capital del departamento de Caldas en Colombia. Está situado a una altitud de 2125 m s. n. m. En este escenario juega sus partidos como local el equipo Once Caldas de la Categoría Primera A y Copa Colombia.  
En el 2021-I equipo Millonarios jugo de local en la fecha 1 frente a Envigado F. C.

## Historia

### Primer estadio
El 14 de septiembre de 1927, Francisco Botero y María Mejía de Botero vendieron por 54.012 pesos oro, a la Sociedad de Mejoras Públicas de Manizales los terrenos donde posteriormente se construyó el primer estadio de la ciudad: El Palogrande (nombre debido a que en el sector había un árbol de enormes proporciones). Desde el 3 de septiembre de 1929, la Sociedad de Mejoras Públicas inició la campaña pro-construcción del primer estadio; en sesión de ese día se recogieron los primeros aportes en cuantías que fluctuaban entre 3.85 pesos y 30 pesos oro, de socios y ciudadanos particulares, donantes voluntarios que se fueron multiplicando posteriormente. Se estableció la comisión de deportes que, después de estudiar varios sitios, escogió para su realización el campo de “Palogrande” empezando por construir un hipódromo, y luego el estadio.
El estadio fue iniciado en 1930 y concluido en 1936 con motivo de las IV Olimpíadas Nacionales. El arquitecto encargado fue Jorge Arango Uribe oriundo de la ciudad, quien a su vez, fue el constructor del mismo. El primer administrador fue el señor Aristides Amaya. El primer partido oficial fue el domingo 15 de agosto de 1948 a las 3:30 p. m., con el juego entre Deportes Caldas y Santa Fe, el cual terminó empatado 1-1. Durante el centenario de la ciudad, en 1949, el estadio recibió el nombre de su alcalde: Fernando Londoño Londoño, el estadio tenía capacidad para albergar 16.000 espectadores, escenario, en el cual jugaron equipos como el Equitativo, el Atlético Cabal, el Racamasa, el Atlético Manizales, el Deportivo Manizales, el Once Deportivo y el Deportes Caldas. En 1971, se inauguró la iluminación del estadio con luminarias que llegaron desde Nueva York, siendo el primer partido nocturno el 22 de abril de 1971, entre Once Caldas y Junior. En 1993 se inició la demolición del estadio Fernando Londoño Londoño, para construir uno nuevo y con más capacidad.

### Estadio actual
En 1994 se terminó su construcción, bajo la gestión del alcalde Germán Cardona Gutiérrez; el estadio, en honor a la tradición, recuperó su nombre inicial, llamándose de nuevo Palogrande. La inauguración fue el 30 de julio de 1994, con un partido amistoso entre Once Caldas y el Cruzeiro de Brasil, con triunfo para la visita 2-5. En 1996 se instaló el techo del estadio e igualmente se puso la nueva iluminación. Para la inauguración del estadio completo, se jugó un partido amistoso entre el Once Caldas y el Internacional de Porto Alegre de Brasil, El partido terminó empatado en 1-1.

#### Remodelación
Con motivo de la Copa Mundial de Fútbol Sub-20 de 2011 se llevó a cabo una renovación, la cual consistía en la modificación de las graderías para la instalación de las sillas, además de la adecuación de las salas de prensa, camerinos y baños, por un costo de 8 500 000 dólares.

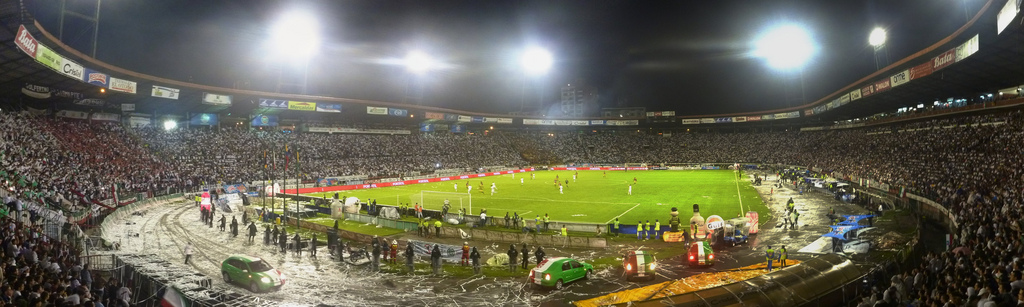
Panorámica del estadio Palogrande.

## Ubicación
El estadio está ubicado en el sector oriental de la ciudad por la avenida Paralela con calle 65, en el barrio y comuna Palogrande, cercano al sector educativo de la ciudad y al sector del Cable. 
La Unidad Deportiva la cual lleva su nombre, es un complejo deportivo que está conformado por los siguientes escenarios:
- Estadio Palogrande
- Coliseo Jorge Arango Uribe
- Coliseo Menor Ramón Marín Vargas
- Pista de Patinaje y Hockey
- Liga Caldense de Tenis
- Cancha Sintética Luis Fernando Montoya

## Infraestructura

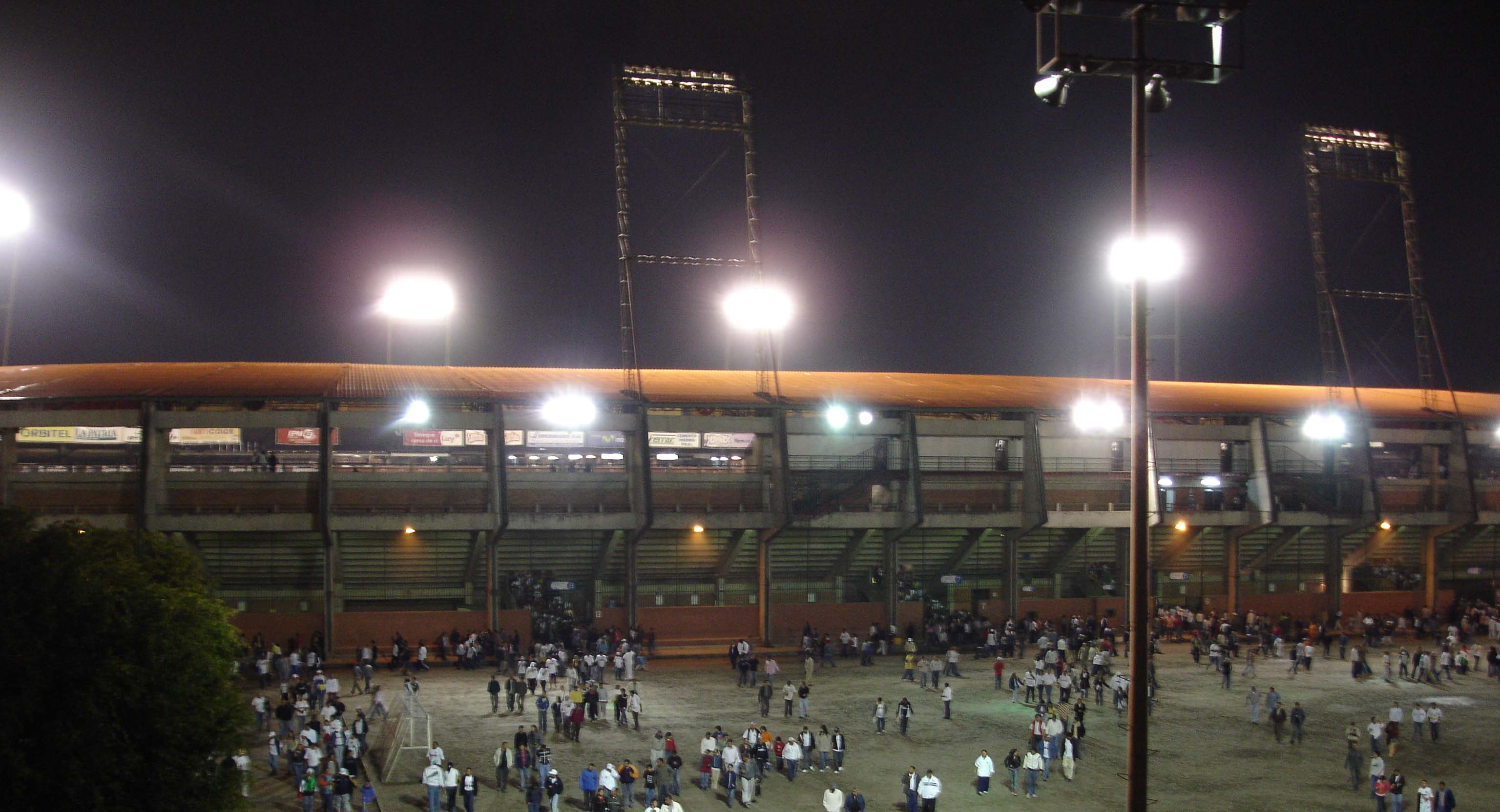
Acceso al estadio por la tribuna oriental.

Consta de cuatro tribunas principales (Norte, Sur, Oriental y Occidental), 24 puertas de acceso, además de la puerta de Maratón..

## Eventos

### Deportivos
En el Palogrande se llevaron a cabo varios torneos internacionales, ya sea de clubes o de selecciones nacionales, las cuales se citan a continuación:
(15)
- Copa América (1): 2001.
- Copa Libertadores de América (8): 1999, 2002, 2004, 2005, 2010, 2011, 2012, 2015.
- Copa Sudamericana (2): 2019, 2025
- Copa Conmebol (1): 1998.
- Recopa Sudamericana (1): 2005.
- Copa Mundial de Fútbol Sub-20 (1): 2011.
- Campeonato Sudamericano Sub-20 (2): 1987, 2005.

### Nacional

#### Finales nacionales (7)
| Fecha                   | Partido | Equipo      |  | Resultado        |                                        | Equipo            | Torneo                     |
| ----------------------- | ------- | ----------- |  | ---------------- | -------------------------------------- | ----------------- | -------------------------- |
| 20 de diciembre de 1998 | Vuelta  | Once Caldas |  | 0 - 0            |                                        | Deportivo Cali    | Campeonato colombiano 1998 |
| 8 de junio de 2003      | Vuelta  | Once Caldas |  | 1 - 0            | Bandera del Departamento del Atlántico | Junior            | Torneo Apertura 2003       |
| 20 de noviembre de 2008 | Vuelta  | Once Caldas |  | 3 - 3            |                                        | La Equidad        | Copa Colombia 2008         |
| 24 de junio de 2009     | Ida     | Once Caldas |  | 2 - 1            | Bandera del Departamento del Atlántico | Junior            | Torneo Apertura 2009       |
| 19 de diciembre de 2010 | Vuelta  | Once Caldas |  | 3 - 1            |                                        | Deportes Tolima   | Torneo Finalización 2010   |
| 21 de diciembre de 2011 | Vuelta  | Once Caldas |  | 2 - 1 (2 - 4 p.) | Bandera del Departamento del Atlántico | Junior            | Torneo Finalización 2011   |
| 24 de octubre de 2018   | Ida     | Once Caldas |  | 2 - 2            | Bandera del departamento de Antioquia  | Atlético Nacional | Copa Colombia 2018         |

### Internacional

#### Finales Internacionales (2)
| Fecha                | Partido | Equipo      |                     | Resultado        |                      | Equipo       | Torneo                   |
| -------------------- | ------- | ----------- | ------------------- | ---------------- | -------------------- | ------------ | ------------------------ |
| 1 de julio de 2004   | Vuelta  | Once Caldas | Bandera de Colombia | 1 - 1 (2 - 0 p.) | Bandera de Argentina | Boca Juniors | Copa Libertadores 2004   |
| 31 de agosto de 2005 | Vuelta  | Once Caldas | Bandera de Colombia | 2 - 1            | Bandera de Argentina | Boca Juniors | Recopa Sudamericana 2005 |

#### Partido Amistoso
| Fecha               | Hora          | TV en directo                            | Equipo   |                     | Resultado |                 | Equipo | Espectadores |
| ------------------- | ------------- | ---------------------------------------- | -------- | ------------------- | --------- | --------------- | ------ | ------------ |
| 17 de junio de 1999 | 20:10 (UTC-5) | Canal RCN, Canal Caracol y SCTV Canal 75 | Colombia | Bandera de Colombia | 3 - 3     | Bandera de Perú | Perú   | s/d          |

#### Copa Libertadores
| Fecha                 | Fase             | Equipo      |                     | Resultado        |                      | Equipo                 | Edición |
| --------------------- | ---------------- | ----------- | ------------------- | ---------------- | -------------------- | ---------------------- | ------- |
| 2 de marzo de 1999    | Grupo 2          | Once Caldas | Bandera de Colombia | 4 - 1            | Bandera de Argentina | River Plate            | XL      |
| 9 de marzo de 1999    | Grupo 2          | Once Caldas | Bandera de Colombia | 0 - 0            | Bandera de Argentina | Vélez Sarsfield        | XL      |
| 17 de marzo de 1999   | Grupo 2          | Once Caldas | Bandera de Colombia | 3 - 0            | Bandera de Colombia  | Deportivo Cali         | XL      |
| 6 de febrero de 2002  | Grupo 8          | Once Caldas | Bandera de Colombia | 1 - 0            | Bandera de Brasil    | Flamengo               | XLIII   |
| 7 de marzo de 2002    | Grupo 8          | Once Caldas | Bandera de Colombia | 3 - 0            | Bandera de Chile     | Universidad Católica   | XLIII   |
| 19 de marzo de 2002   | Grupo 8          | Once Caldas | Bandera de Colombia | 2 - 1            | Bandera de Paraguay  | Olimpia                | XLIII   |
| 19 de febrero de 2004 | Grupo 2          | Once Caldas | Bandera de Colombia | 3 - 0            | Bandera de Uruguay   | Fénix                  | XLV     |
| 17 de marzo de 2004   | Grupo 2          | Once Caldas | Bandera de Colombia | 2 - 0            | Bandera de Argentina | Vélez Sarsfield        | XLV     |
| 6 de abril de 2004    | Grupo 2          | Once Caldas | Bandera de Colombia | 2 - 1            | Bandera de Venezuela | UA Maracaibo           | XLV     |
| 13 de mayo de 2004    | Octavos de final | Once Caldas | Bandera de Colombia | 1 - 1 (4 - 2 p.) | Bandera de Ecuador   | Barcelona              | XLV     |
| 27 de mayo de 2004    | Cuartos de final | Once Caldas | Bandera de Colombia | 1 - 0            | Bandera de Brasil    | Santos                 | XLV     |
| 16 de junio de 2004   | Semifinales      | Once Caldas | Bandera de Colombia | 2 - 1            | Bandera de Brasil    | São Paulo              | XLV     |
| 1 de julio de 2004    | Final            | Once Caldas | Bandera de Colombia | 1 - 1 (2 - 0 p.) | Bandera de Argentina | Boca Juniors           | XLV     |
| 24 de febrero de 2005 | Grupo 7          | Once Caldas | Bandera de Colombia | 0 - 0            | Bandera de Argentina | San Lorenzo            | XLVI    |
| 5 de abril de 2005    | Grupo 7          | Once Caldas | Bandera de Colombia | 0 - 0            | Bandera de Chile     | Cobreloa               | XLVI    |
| 12 de abril de 2005   | Grupo 7          | Once Caldas | Bandera de Colombia | 4 - 2            | Bandera de México    | Guadalajara            | XLVI    |
| 19 de mayo de 2005    | Octavos de final | Once Caldas | Bandera de Colombia | 1 - 1            | Bandera de México    | Tigres                 | XLVI    |
| 25 de febrero de 2010 | Grupo 2          | Once Caldas | Bandera de Colombia | 2 - 1            | Bandera de Brasil    | São Paulo FC           | LI      |
| 10 de marzo de 2010   | Grupo 2          | Once Caldas | Bandera de Colombia | 1 - 1            | Bandera de México    | Monterrey              | LI      |
| 1 de abril de 2010    | Grupo 2          | Once Caldas | Bandera de Colombia | 1 - 0            | Bandera de Paraguay  | Nacional               | LI      |
| 29 de abril de 2010   | Octavos de final | Once Caldas | Bandera de Colombia | 0 - 0            | Bandera de Paraguay  | Libertad               | LI      |
| 16 de febrero de 2011 | Grupo 1          | Once Caldas | Bandera de Colombia | 0 - 3            | Bandera de Perú      | Universidad San Martín | LII     |
| 22 de febrero de 2011 | Grupo 1          | Once Caldas | Bandera de Colombia | 1 - 1            | Bandera de Paraguay  | Libertad               | LII     |
| 15 de marzo de 2011   | Grupo 1          | Once Caldas | Bandera de Colombia | 1 - 1            | Bandera de México    | San Luis               | LII     |
| 27 de abril de 2011   | Octavos de final | Once Caldas | Bandera de Colombia | 1 - 2            | Bandera de Brasil    | Cruzeiro               | LII     |
| 11 de mayo de 2011    | Cuartos de final | Once Caldas | Bandera de Colombia | 0 - 1            | Bandera de Brasil    | Santos                 | LII     |
| 1 de febrero de 2012  | Primera Fase     | Once Caldas | Bandera de Colombia | 2 - 2            | Bandera de Brasil    | Internacional          | LIII    |
| 11 de febrero de 2015 | Primera Fase     | Once Caldas | Bandera de Colombia | 1 - 1            | Bandera de Brasil    | Corinthians            | LVI     |

#### Recopa Sudamericana
| Fecha                | Fase  | Equipo      |                     | Resultado |                      | Equipo       | Edición |
| -------------------- | ----- | ----------- | ------------------- | --------- | -------------------- | ------------ | ------- |
| 31 de agosto de 2005 | Final | Once Caldas | Bandera de Colombia | 2 - 1     | Bandera de Argentina | Boca Juniors | XIII    |

#### Copa Sudamericana
| Fecha                    | Fase                   | Equipo      |                     | Resultado |                      | Equipo                  | Edición |
| ------------------------ | ---------------------- | ----------- | ------------------- | --------- | -------------------- | ----------------------- | ------- |
| 28 de febrero de 2019    | Primera Fase           | Once Caldas | Bandera de Colombia | 0 - 2     | Bandera de Paraguay  | Deportivo Santaní       | XVIII   |
| 5 de marzo de 2025       | Primera Fase           | Once Caldas | Bandera de Colombia | 1 - 0     | Bandera de Colombia  | Millonarios             | XXIV    |
| 1 de abril de 2025       | Grupo F                | Once Caldas | Bandera de Colombia | 0 - 1     | Bandera de Brasil    | Fluminense              | XXIV    |
| 7 de mayo de 2025        | Grupo F                | Once Caldas | Bandera de Colombia | 1 - 0     | Bandera de Chile     | Unión Española          | XXIV    |
| 15 de mayo de 2025       | Grupo F                | Once Caldas | Bandera de Colombia | 2 - 1     | Bandera de Bolivia   | GV San José             | XXIV    |
| 23 de julio de 2025      | Dieciseisavos de final | Once Caldas | Bandera de Colombia | 4 - 0     | Bandera de Bolivia   | San Antonio Bulo Bulo   | XXIV    |
| 12 de agosto de 2025     | Octavos de final       | Once Caldas | Bandera de Colombia | 1 - 0     | Bandera de Argentina | Huracán                 | XXIV    |
| 24 de septiembre de 2025 | Cuartos de final       | Once Caldas | Bandera de Colombia | -         | Bandera de Ecuador   | Independiente del Valle | XXIV    |

#### Copa Conmebol
| Fecha               | Fase             | Equipo      |                     | Resultado        |                   | Equipo | Edición |
| ------------------- | ---------------- | ----------- | ------------------- | ---------------- | ----------------- | ------ | ------- |
| 15 de julio de 1998 | Octavos de final | Once Caldas | Bandera de Colombia | 2 - 1 (2 - 3 p.) | Bandera de Brasil | Santos | XII     |

#### Campeonato Sudamericano Sub-20 de 1987
| Fecha                | Fase    | Equipo  |                    | Resultado |                     | Equipo   | Espectadores |
| -------------------- | ------- | ------- | ------------------ | --------- | ------------------- | -------- | ------------ |
| 28 de enero de 1987  | Grupo A | Ecuador | Bandera de Ecuador | 2 - 1     | Bandera de Perú     | Perú     | s/d          |
| 31 de enero de 1987  | Grupo B | Bolivia | Bandera de Bolivia | 2 - 4     | Bandera de Uruguay  | Uruguay  | s/d          |
| 2 de febrero de 1987 | Grupo B | Uruguay | Bandera de Uruguay | 3 - 0     | Bandera de Paraguay | Paraguay | s/d          |

#### Copa América 2001
| Fecha               | Fase             | Equipo   |                     | Resultado |                     | Equipo   | Espectadores           |
| ------------------- | ---------------- | -------- | ------------------- | --------- | ------------------- | -------- | ---------------------- |
| 23 de julio de 2001 | Cuartos de final | Brasil   | Bandera de Brasil   | 0 - 2     | Bandera de Honduras | Honduras | 24 360                 |
| 26 de julio de 2001 | Semifinales      | Colombia | Bandera de Colombia | 2 - 0     | Bandera de Honduras | Honduras | 45 000[cita requerida] |

#### Campeonato Sudamericano Sub-20 de 2005
| Fecha                | Fase       | Equipo    |                      | Resultado |                      | Equipo    | Espectadores |
| -------------------- | ---------- | --------- | -------------------- | --------- | -------------------- | --------- | ------------ |
| 15 de enero de 2005  | Grupo A    | Argentina | Bandera de Argentina | 4 - 0     | Bandera de Bolivia   | Bolivia   | s/d          |
| 15 de enero de 2005  | Grupo A    | Colombia  | Bandera de Colombia  | 1 - 0     | Bandera de Perú      | Perú      | s/d          |
| 17 de enero de 2005  | Grupo A    | Bolivia   | Bandera de Bolivia   | 3 - 3     | Bandera de Venezuela | Venezuela | s/d          |
| 17 de enero de 2005  | Grupo A    | Argentina | Bandera de Argentina | 6 - 0     | Bandera de Perú      | Perú      | s/d          |
| 21 de enero de 2005  | Grupo A    | Perú      | Bandera de Perú      | 0 - 3     | Bandera de Venezuela | Venezuela | s/d          |
| 21 de enero de 2005  | Grupo A    | Argentina | Bandera de Argentina | 1 - 1     | Bandera de Colombia  | Colombia  | s/d          |
| 27 de enero de 2005  | Fase final | Chile     | Bandera de Chile     | 1 - 1     | Bandera de Argentina | Argentina | s/d          |
| 27 de enero de 2005  | Fase final | Uruguay   | Bandera de Uruguay   | 1 - 3     | Bandera de Colombia  | Colombia  | s/d          |
| 2 de febrero de 2005 | Fase final | Brasil    | Bandera de Brasil    | 2 - 1     | Bandera de Chile     | Chile     | s/d          |
| 6 de febrero de 2005 | Fase final | Colombia  | Bandera de Colombia  | 2 - 0     | Bandera de Venezuela | Venezuela | s/d          |
| 6 de febrero de 2005 | Fase final | Argentina | Bandera de Argentina | 2 - 1     | Bandera de Brasil    | Brasil    | s/d          |

#### Copa Mundial de Fútbol Sub-20 de 2011
El estadio Palogrande albergó 6 partidos de dicha competición mundial, entre los días 31 de julio y 10 de agosto: cinco por el Grupo C, y uno de los octavos de final.
| Fecha                | Fase             | Equipo     |                       | Resultado |                          | Equipo        | Espectadores                                                          |
| -------------------- | ---------------- | ---------- | --------------------- | --------- | ------------------------ | ------------- | --------------------------------------------------------------------- |
| 31 de julio de 2011  | Grupo C          | Costa Rica | Bandera de Costa Rica | 1 - 4     | Bandera de España        | España        | 17 075 Reporte Archivado el 16 de octubre de 2011 en Wayback Machine. |
| 31 de julio de 2011  | Grupo C          | Australia  | Bandera de Australia  | 1 - 1     | Bandera de Ecuador       | Ecuador       | 17 075 Reporte Archivado el 16 de octubre de 2011 en Wayback Machine. |
| 3 de agosto de 2011  | Grupo C          | Ecuador    | Bandera de Ecuador    | 0 - 2     | Bandera de España        | España        | 10 130 Reporte Archivado el 16 de octubre de 2011 en Wayback Machine. |
| 3 de agosto de 2011  | Grupo C          | Australia  | Bandera de Australia  | 2 - 3     | Bandera de Costa Rica    | Costa Rica    | 10 130 Reporte Archivado el 16 de octubre de 2011 en Wayback Machine. |
| 6 de agosto de 2011  | Grupo C          | Australia  | Bandera de Australia  | 1 - 5     | Bandera de España        | España        | 14 722 Reporte Archivado el 16 de octubre de 2011 en Wayback Machine. |
| 10 de agosto de 2011 | Octavos de final | España     | Bandera de España     | 0 - 0     | Bandera de Corea del Sur | Corea del Sur | 23 618 Reporte Archivado el 16 de octubre de 2011 en Wayback Machine. |